# محمود شكيبي
محمود شكيبي، هو لاعب إيراني سابق لكرة القدم ومركزه دفاع، لعب مع نادي شاهباز ونادي شاهين في فترة الأربعينات والخمسينات من القرن العشرين، كما شارك مع منتخب بلاده في دورة الألعاب الآسيوية سنة 1951م.